# Glušič
Glušič je priimek v Sloveniji, ki ga je po podatkih Statističnega urada Republike Slovenije na dan 1. januarja 2010 uporabljalo 276 oseb in je med vsemi priimki po pogostosti uporabe uvrščen na 1.471. mesto.

## Znani nosilci priimka
- Helga Glušič (1934—2014), literarna zgodovinarka, univ. profesorica
- Konrad Adam Glušič (1527—1578), škof
- Tanja Glušič, slepo-gluha paraolimpijska plezalka